# مسجد کله
مسجد کله مربوط به دوران‌های تاریخی پس از اسلام است و در شهرستان کاشان، روستای قهرود واقع شده و این اثر در تاریخ ۹ آبان ۱۳۷۷ با شمارهٔ ثبت ۲۱۳۷ به‌عنوان یکی از آثار ملی ایران به ثبت رسیده است.تاریخ احداث بنا ۶۰ هجری به گواه کتیبه درب آن میباشد.